# Chedly Laaouini
Chedly Laaouini (arabe : الشاذلي العويني), de son vrai nom Chedly Ben Jerad, né le 16 novembre 1939, est un joueur de football tunisien. Il a entamé sa carrière chez les jeunes de la Jeunesse sportive métouienne avant d'être enrôlé par l'Union sportive tunisienne, une équipe très populaire à l'époque.

## Biographie
Né en 1939, il évolue à l'Union sportive tunisienne, l'Espérance sportive de Tunis et au sein de la sélection nationale.
Lancé chez les seniors en 1958-1959, il se fait remarquer par son sens du but (cinq buts en championnat et deux en coupe) et son talent, ce qui amène l'Espérance sportive de Tunis à le courtiser sans pour autant obtenir l'accord de son club d'origine. Il signe alors une licence B, qui le condamne au chômage pendant une saison, avant d'entamer une carrière réussie lui permettant de remporter le titre de meilleur buteur du championnat puis une coupe en 1964. Il rejoint aussi la sélection nationale qui dispute alors très peu de matchs.
Il tente en 1965-1966 une expérience professionnelle en Algérie, au Hydra Athletic Club, mais n'arrive pas à propulser le club en première division et retourne à l'Espérance sportive de Tunis où il passe trois saisons ponctuées par la coupe Hédi Chaker en 1968 et une finale de coupe perdue en 1969. Il revient alors à l'Union sportive tunisienne pour la dernière saison de sa carrière.

## Palmarès
- Vainqueur de la coupe de Tunisie en 1964 ;
- Vainqueur de la coupe Hédi Chaker en 1968 ;
- Meilleur buteur du championnat tunisien en 1962 (seize buts).

## Statistiques

### Espérance sportive de Tunis
- 132 matchs, 48 buts en championnat
- 18 matchs, 9 buts en coupe

### Union sportive tunisienne
- 30 matchs, 7 buts en championnat
- 2 matchs, 2 buts en coupe

### Sélection nationale
- 4 sélections, 2 buts marqués contre l'Ouganda et la Libye en 1962